# Гандини, Херардо
Херардо Гандини (исп. Gerardo Gandini; 16 октября 1936, Буэнос-Айрес — 22 марта 2013, Буэнос-Айрес) — аргентинский композитор, пианист, дирижёр, музыкальный педагог.

## Биография
Потомок итальянских переселенцев. Учился композиции у Альберто Хинастеры и Гоффредо Петрасси, по классу фортепиано — у Ивонны Лорио, второй жены Оливье Мессиана. Играл в секстете, созданном в 1989 Астором Пьяццолой. Преподавал в различных университетах Аргентины, в Джульярдской школе музыки в Нью-Йорке.
Скончался 22 марта 2013 года в возрасте 76 лет в Буэнос-Айресе.

## Творчество
Гандини принадлежат вокальные сочинения на стихи Сальваторе Квазимодо и др.
Среди его произведений:
- Musica nocturna для флейты, скрипки, альта, виолончели и фортепиано (1966)
- Contrastes для двух фортепиано и камерного оркестра (1968)
- Cadencias II для камерного оркестра (1968)
- La pasión de Buster Keaton, камерная опера (1970—1978)
- Don Juan, музыка к спектаклю (1978)
- Espejismos II (La muerte y la doncella), камерная опера (1987)
- Paisaje imaginario для фортепиано и оркестра (1988)
- Lunario sentimental для скрипки, виолончели и фортепиано (1989)
- Mozartvariationen для камерного оркестра (1991)
- La casa sin sosiego, опера (1992)
- La ciudad ausente, опера по либретто Рикардо Пильи на основе его одноименного романа (1995)
- Liederkreis, опера о Шумане (2000)
- Memoria del saqueo, музыка к фильму Фернандо Соланаса (2004)

## Признание
Премии Конгресса за свободу культуры (Рим, 1962), премия правительства Италии (1966), премия «Мольера» за музыку к спектаклю (Париж, 1977), Национальная музыкальная премия за оперу «Город, которого нет» (1996), «Золотой лев» Венецианского кинофестиваля и «Серебряный кондор» Аргентинской ассоциации кинокритиков за музыку к фильму Фернандо Соланаса «Облако» (1998) и др. награды. В 2008 композитору была присуждена крупнейшая Ибероамериканская премия Томаса Луиса де Виктория.